# Мъжът с часовниците
„Мъжът с часовниците“ (на английски: The Man with the Watches) е малък „неканонически“ разказ на писателя Артър Конан Дойл за известния детектив Шерлок Холмс. Публикуван е през 1898 година. 

## Сюжет
Внимание:  Текстът по-долу разкрива сюжета на произведението (или части от него)!
На 18 март 1892 г. във влака по линията Лондон-Манчестър, точно преди заминаването му, се качват двама пътника: висок възрастен мъж и млада жена с тъмно було върху лицето. Първоначално те искат да седнат в купе при пушещ мъж с къса брада, но след това се настаняват в следващото купе. След кратък престой на гара Уилсден, влакът пристига на гара Рагби, и там е открито нещо много странно. Брадатият мъж е изчезнал от неговото купе, а в купето, където са отишли възрастния господин и девойката е намерен мъртъв млад мъж, който е прострелян в сърцето. В джобовете му са намерени много златни часовници.
Полицията дълго и безуспешно разследва случая. След известно време, „някакъв криминолог“ предлага своя собствена оригинална версия на случилото се. За известно време влакът, в който е извършено убийството, се е движил с ниска скорост успоредно с друг влак. Млад човек е могъл да скочи от другия влак при стареца и девойката, и там, след кавга, той е бил убит. Старецът и младата жена може да са скочили от вагона в движение, а брадатият мъж, който е станал свидетел на убийството, също може да е скочил от влака, за да гони убийците. Полицията проверява и тази версия, но тя се оказа погрешна.
Всичко се разяснява, когато от Ню Йорк идва писмо от „някакъв криминолог“, в което участниците във всички тези трагични събития се описват подробно.
Оказва се, че „старецът“ е известния измамник на карти от САЩ, Спароу Макой, а неговата „спътница“ е по-малкият брат на автора на писмото, млад човек на име Едуард. Едуард е съучастник на Макой и е бил дегизиран като млада жена. Брадатият мъж, който пътува в другото купе, е по-големия му брат на име Джеймс. Той преследва Макой, за да спаси по-малкия си брат от престъпното му влияние. Официално в Лондон Едуард се занимава с търговия на скъпи часовници, но всъщност помага на по-старшия си съучастник Макой да върши измами. По време на кавгата, Джеймс заплашва да издаде Макой и Едуард на полицията. Става сбиване, при което Макой иска да простреля Джеймс, но случайно улучва Едуард.